# Эдвардс, Фрэнк
Фрэнк Эдвардс (англ. Frank Edwards, 29 сентября 1893, Челси, Лондон, Великобритания — январь 1964, Уиттон, Лондон, Великобритания) — военнослужащий британской армии во время I мировой войны, рядовой 1-го батальона Лондонских ирландских стрелков роты D Лондонского полка во время битвы за Лос-ан-Гоэль, затем — сержант. Получил известность как «Футболист из Лоса» (англ. The Footballer of Loos).

## Биография

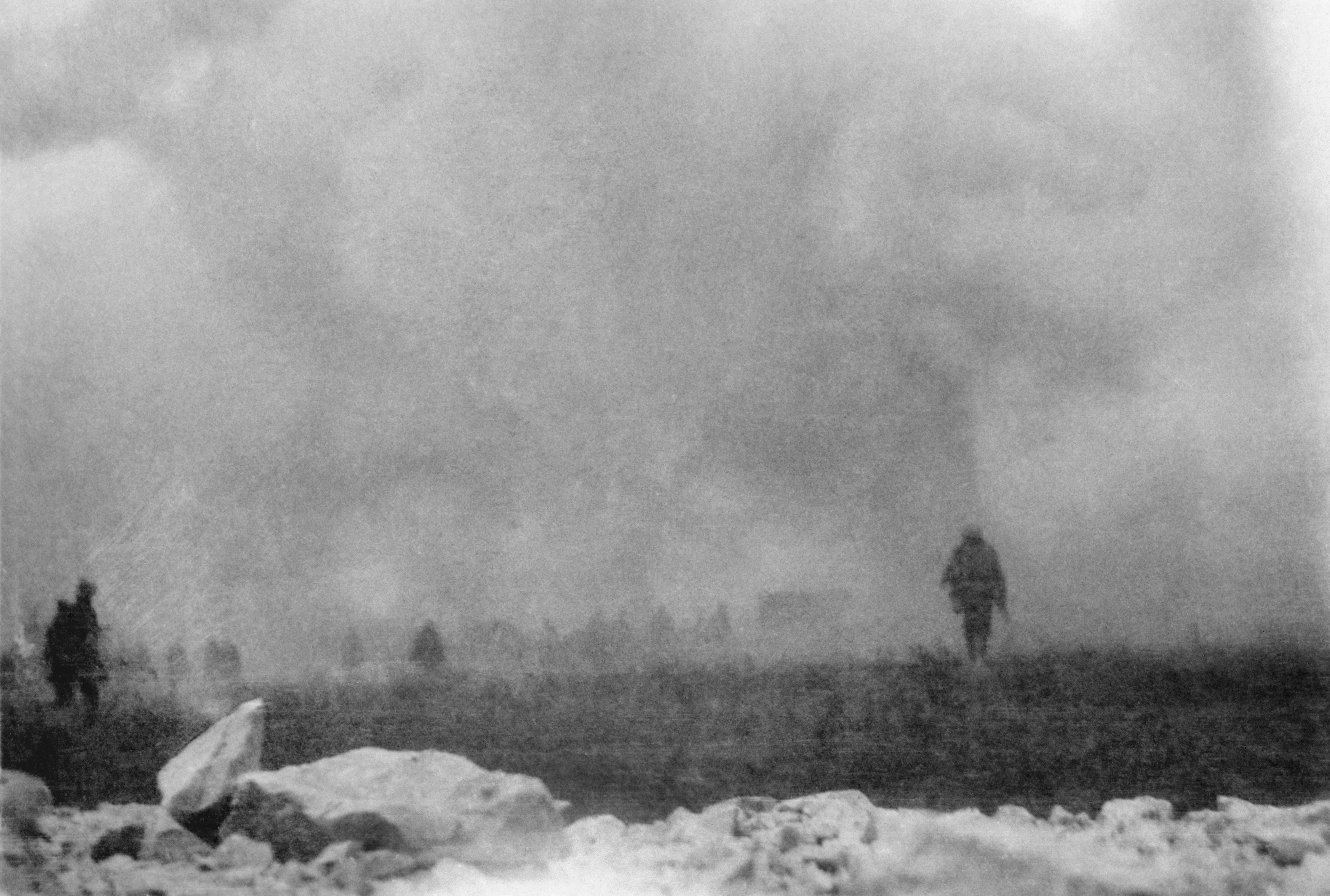
Атака британской пехоты при Лосе 25 сентября 1915

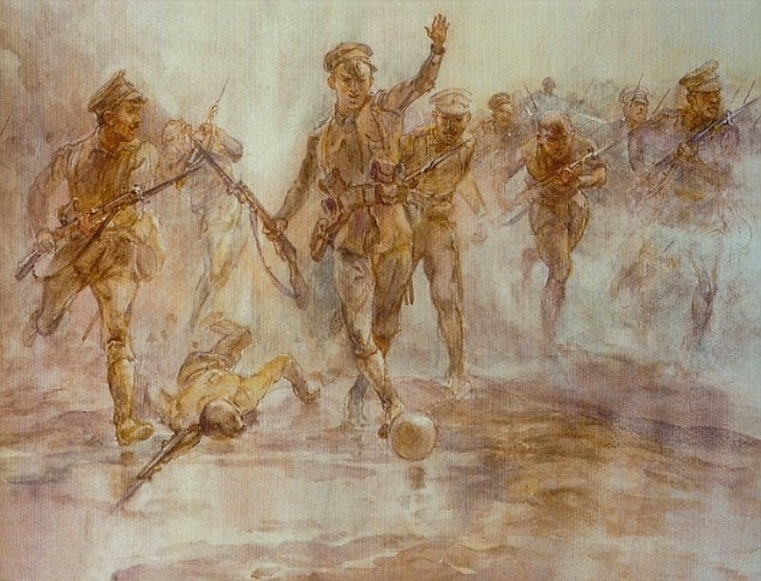
Леди Батлер. Лондонские ирландцы под Лосом, 1916

Эдвардс родился в семье рабочего в Челси (Лондон). Был женат, супруга с ребёнком умерла в 1913 году во время родов. К началу I мировой войны в августе 1914 года Эдвардс работал в магазине канцелярских принадлежностей. Он вступил добровольцем в 1-й батальон Лондонских ирландских стрелков, которые базировались в Казармах герцога Йоркского на Королевской дороге в Челси. Хороший футболист-любитель Эдвардс вскоре стал капитаном футбольной команды своего батальона и привел её к победе в финале первенства бригады. Это произошло всего за несколько дней до того, как его соединение отправили во Францию в марте 1915 года. Эдвардс также отличался весёлым нравом, однажды, чтобы развеселить приунывших товарищей, он переоделся в женское платье.
Лондонские ирландские стрелки впервые стали участниками военных действий во время  в мае 1915 года, а к сентябрю были размещены неподалёку от деревни Лос-ан-Гоэль. Обеспокоенность британского командования в связи с рождественским перемирием 1914 года и футбольными матчами, которые тогда проводили солдаты Четверного союза и Антанты между собой, привели к запрету держать при себе футбольные мячи на линии фронта. Некоторые старшие офицеры воспринимали солдат-любителей футбола как потенциальных мятежников. Тем не менее, у Эдвардса был спрятан сдутый мяч.

### Эдвардс в сражении при Лосе
25 сентября 1915 года Лондонские ирландские стрелки в предрассветных сумерках должны были начать атаку на немецкие позиции под прикрытием артиллерии и хлора, который британцы использовали впервые в ходе войны. Помимо винтовок, некоторые из них были вооружены гранатами, у всех были противогазы. Отравляющий газ был пущен в 5.50 утра, однако к шести часам, к моменту начала атаки, ядовитое облако встречным ветром стало относить на позиции британцев. Очевидец вспоминал, что именно в это время стрелок Фрэнк Эдвардс (табельный номер 1751) взял сдутый кожаный мяч (первый из нескольких, которые были у солдат батальона), приложил его к губам и надул. По одной из версии, Эдвардс твёрдо верил, что вид британских солдат, хладнокровно пасующих мячи от одного к другому, вызовет у противника сильное потрясение от британской атаки. Он хотел, чтобы по крайней мере один из мячей достиг вражеских окопов. По иному воспринимает эту историю куратор музея Лондонских ирландских стрелков Алекс Шутер: «Не было никакого грандиозного замысла или какого-либо хорошо продуманного плана. Я думаю, что скорее всего было просто желание бросить вызов».
Стрелок рассказал о своём замысле товарищам, проблема обсуждалось открыто, но вызвала недовольство офицеров настолько, что командир взвода, капитан Дейл, прострелил один мяч и приказал сдуть второй, принадлежавший Эдвардсу, который не выполнил этот приказ. Когда прозвучал сигнал к началу атаки, Эдвардс бросил мяч перед линией британских солдат (по некоторым данным закричав: «Play up London Irish!» (дословно контекстно: «Вперёд [или жарг. „погнали“], ирландские стрелки!»). Некоторые из его приятелей — футболисты-любители, шли впереди батальона, пасуя мяч друг другу (по свидетельству очевидца, они кричали: «Оn the ball London Irish!», досл. спорт. жарг. «готов»). Известны имена трёх из них — Микки Милехам, Билл Тейлор и Уолтер «Джимми» Далби (англ. Micky Mileham, Bill Taylor, Walter «Jimmy» Dalby). Игра в мяч была видна однополчанам до тех пор, пока фигуры солдат не скрылись в облаке ядовитого дыма. Мяч в итоге оказался, по мнению очевидца, на немецкой колючей проволоке. Для некоторых из лондонских ирландцев, которые участвовали в дриблинге, эта игра стала последней. Эдвардс не смог добраться до вражеских окопов (он был ранен в бедро, сумев пройти только короткое расстояние, вероятно, не более 20 ярдов, а также сильно пострадал от воздействия хлора), Микки Милехам остановился, чтобы наложить ему жгут, который спас Эдвардсу жизнь. Французские солдаты, ставшие свидетелями действий англичан, были растеряны. Один из солдат, по свидетельству очевидца, закричал, указывая на Эдвардса: «Парень — сумасшедший», офицер ответил ему: «Он — спортсмен, презирающий смерть». Среди очевидцев поступка Эдвардса и его товарищей оказался служивший в Лондонских ирландских стрелках поэт Патрик МакГилл, оставивший воспоминания об этом событии.
Спустя год капитан Билли Невилл приобрёл во время отпуска на родине шесть футбольных мячей, привёз их во Францию, и в сражении на Сомме повторил поступок Фрэнка.

### Дальнейшая судьба Эдвардса
В результате тяжёлого ранения Фрэнк Эдвардс был эвакуирован на родину и длительное время провёл в больнице. Несмотря на ранение в конце 1916 года он получил сертификат инструктора по физической подготовке. Эдвардс был уволен с этой должности 5 февраля 1919 года, но поступил в Королевскую военную полицию (которая в феврале 1926 года стала называться Корпусом военной полиции в результате слияния с Конной военной полицией)). Здесь он был произведён в сержанты. «Футбольная» атака под Лосом превратилась в боевую легенду Лондонских ирландских стрелков. Сохранилась фотография, запечатлевшая футбольный мяч Эдвардса на тарелке, которую повар презентовал офицерам Лондонских ирландских стрелков на дружеском банкете в 1923 году. 24 сентября 1926 года одиннадцатая годовщина битвы была торжественно отмечена в штаб-квартире полка и включала в себя историческую реконструкцию эпизода битвы за Лос с участием Эдвардса. Фрэнк Эдвардс окончательно уволился из армии в 1935 году, а в 1937 году стал инспектором в Национальном обществе по предупреждению жестокого обращения с детьми в Бридженде (Южный Уэльс). Он и его вторая семья вернулись в Туикенем (западное предместье Лондона) в конце 1943 года, где Эдвардс работал инструктором по плаванию и фехтованию, менеджером частного офиса и Королевской военной музыкальной школы. Его вторая супруга умерла в 1956 году, а в следующем году он переехал в Уиттон, чтобы поселиться со своей дочерью. Он умер там в январе 1964 года. Сьюзан Харрис, внучка сержанта Эдвардса утверждала: «Я очень хорошо помню своего деда и помню его любовь к футболу…».
В октябре 2012 года изображение молодого Эдвардса в военной форме стало знаком паба «The Rifleman» в Туикенеме.

## Мяч Эдвардса

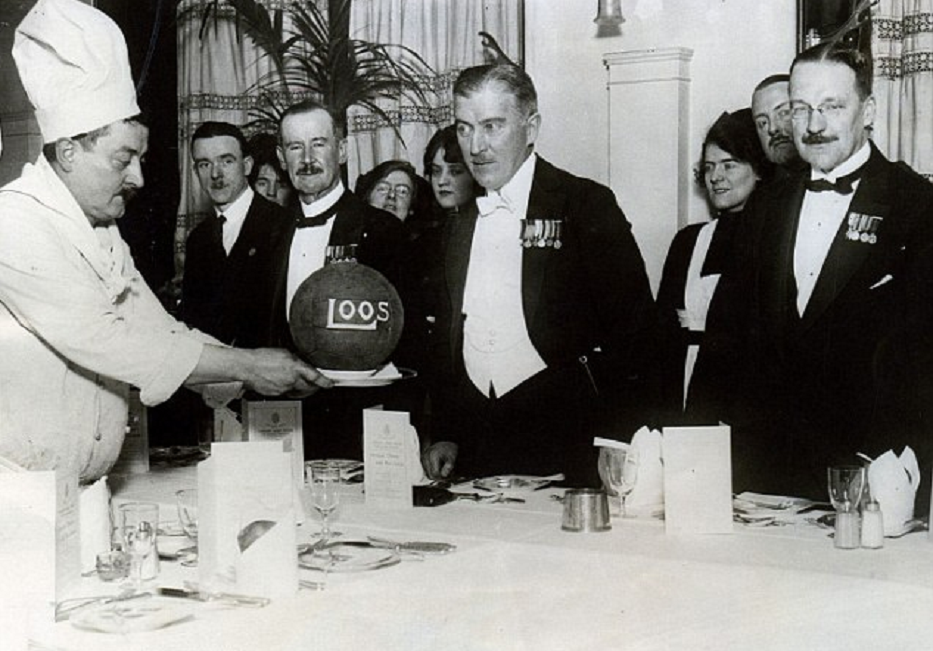
Неизвестный фотограф. Дружеский банкет Лондонских ирландских стрелков, 1923

После боя мяч Эдвардса был найден лопнувшим на немецкой колючей проволоке. Он был выставлен в музее полка в Камберуэлле (в Лондоне), где находился в экспозиции вплоть до 1970-х годов, когда был перенесён из экспозиции в хранилище и забыт. Супруг внучки Фрэнка Эдвардса Эд Харрис в 2009 году заканчивал работу над книгой «Футболист из Лоса». Он сделал запрос в музей о судьбе мяча после того, как он был удален из экспозиции. Мяч был обнаружен в фондах музея в 2011 году в очень плохом состоянии. Он был отправлен в Центр консервации кожи в Нортгемптоне для реставрации. Реставрация заняла три дня. Иветт Флетчер, руководитель отдела консервации в Центре консервации кожи в Нортгемптоне, рассказывала: «Он оказался у нас в весьма плохом состоянии… мы использовали кожу, окрашенную в тот же цвет, залатали её изнутри. Резиновый пузырь полностью погиб, поэтому мы внутри мяча разместили чистый хлопок, чтобы придать ему форму. На мяче находится шов, который был сделан, чтобы соединить разрез, сделанный колючей проволокой».
Мяч после реставрации совершил путешествие в Северную Францию. Майкл Сент-Маур Шейл, сын офицера Лондонских ирландских стрелков, вернулся в Лос, где сфотографировал его на поле битвы. В честь возвращения мяча в музей был устроен ужин офицерского клуба, на котором почётными гостями стали бывшие игроки футбольного клуба «Фулхэм» чемпион мира 1966 года, обладатель Кубка Англии, Джордж Коэн и Лес Стронг, а также Эд Харрис.
С тех пор мяч экспонируется в музее Ассоциации Лондонских ирландских стрелков. В октябре 2014 года мяч был представлен в телевизионной программе «Antiques Roadshow», где его оценили в 15 000 фунтов стерлингов. В мае 2015 года королевская почта выпустила набор памятных марок I мировой войны, на одной из которых был изображён «Мяч из Лоса».

## Футболист из Лоса в изобразительном искусстве
Событие неоднократно становилось объектом интереса деятелей изобразительного искусства Великобритании. Эпизод битвы в 1916 году был увековечен в акварели художницы-баталистки леди Батлер (псевдоним Элизабет Томпсон). Бронзовое скульптурное изображение (29,8 сантиметров в высоту, оценивается в 14 000 футов стерлингов) Фрэнка Эдвардса с мячом в левой руке и винтовкой в правой создал английский скульптор Пол Рафаэл Монтфорд. Происхождение этого изображения неизвестно. Надпись на постаменте допускает возможность заказа скульптуры Кенсингтонским отделением Британского общества Красного Креста. На Кенсингтон-стрит в феврале 1918 года был открыт магазин Красного Креста, продававший пожертвованные в пользу раненых предметы, среди которых могла быть и эта скульптура. Доходы от продаж делились между Кенсингтонским отделением Красного Креста и госпиталем в Кенсингтоне. По отзывам современников, по крайней мере, в январе 1919 года магазин приносил весьма значительный доход.
Современный комикс изображает лондонских ирландских стрелков, идущих в атаку, пасуя футбольный мяч. Скульптурная миниатюра, изображающая Фрэнка Эдвардса в противогазе и с мячом у ног выполнена Нино Пиццичеми (итал. Nino Pizzichemi).